# Bosque da Barra

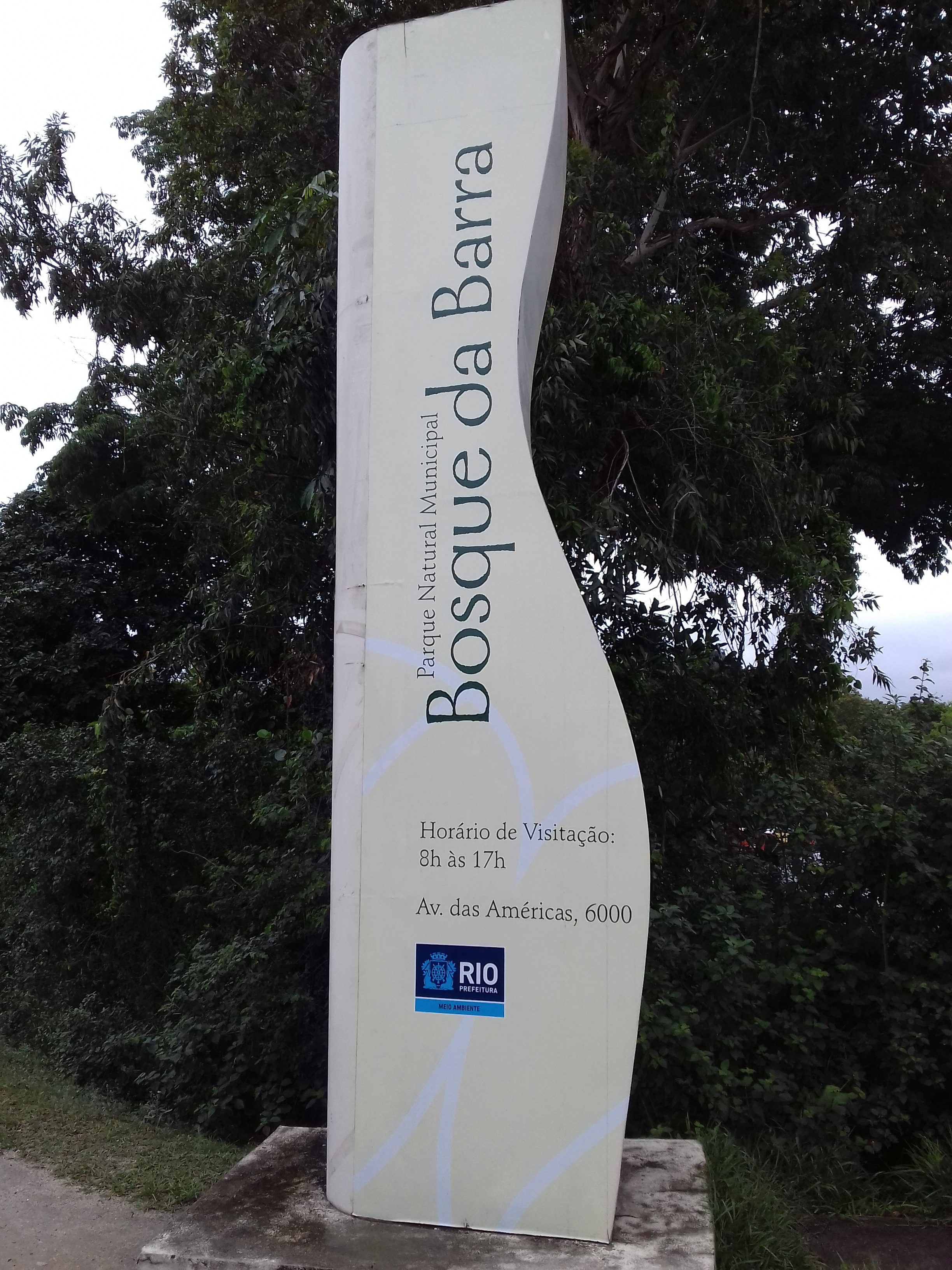
Eingangsschild zum Park

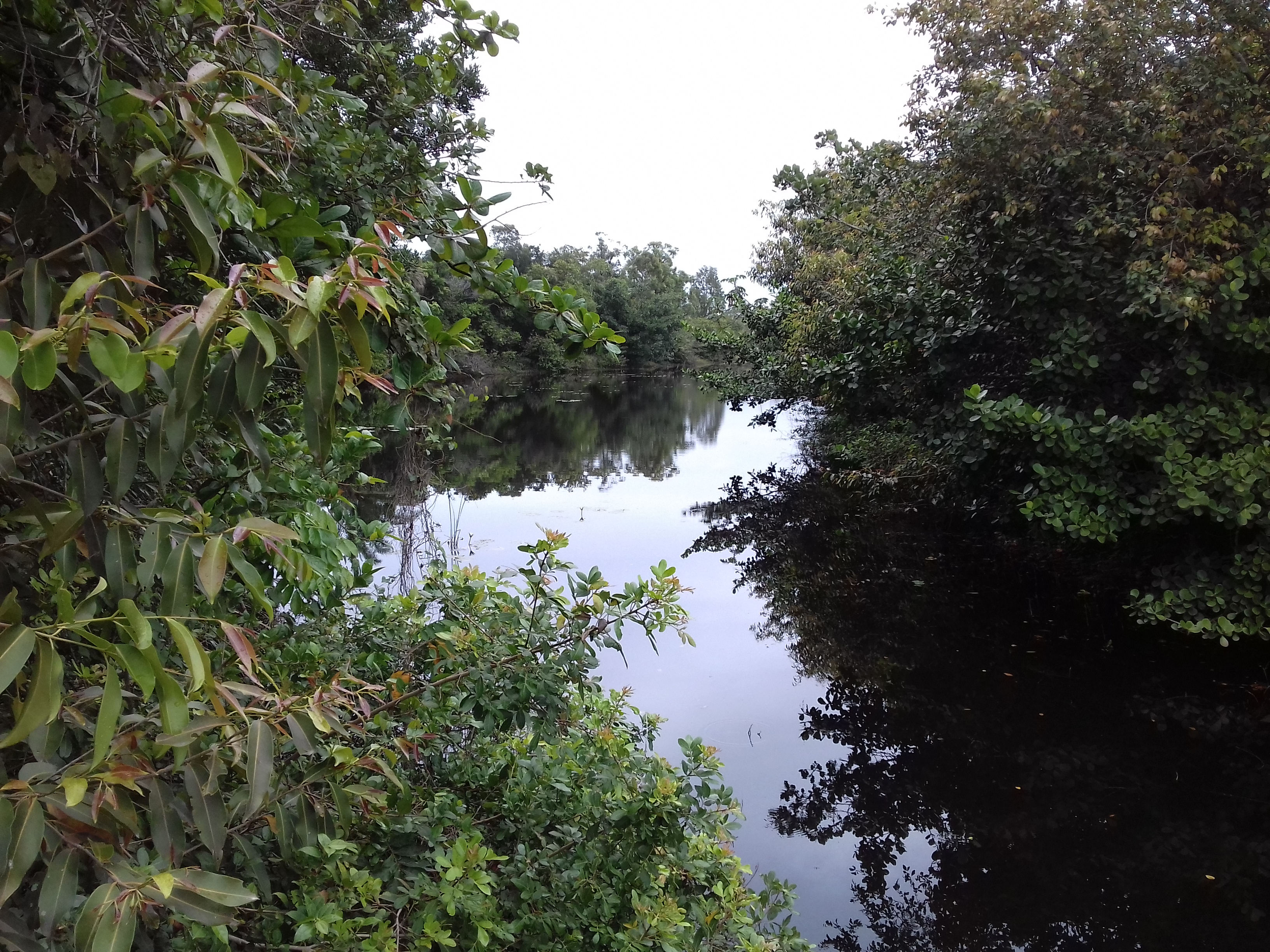
Naturbelassener Teil des Parks, Lebensraum für Alligatoren und Capybara

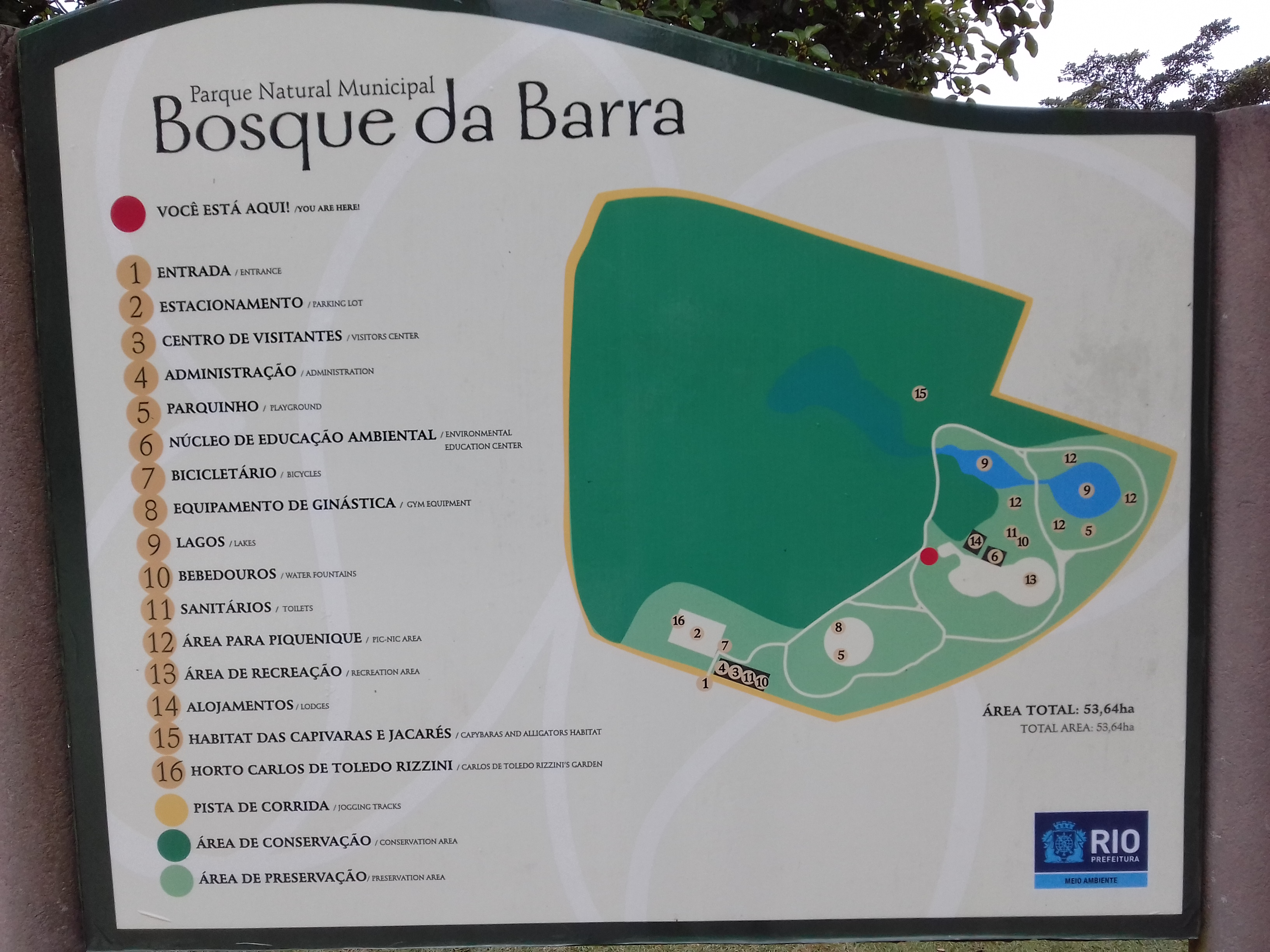
Karte des Parks

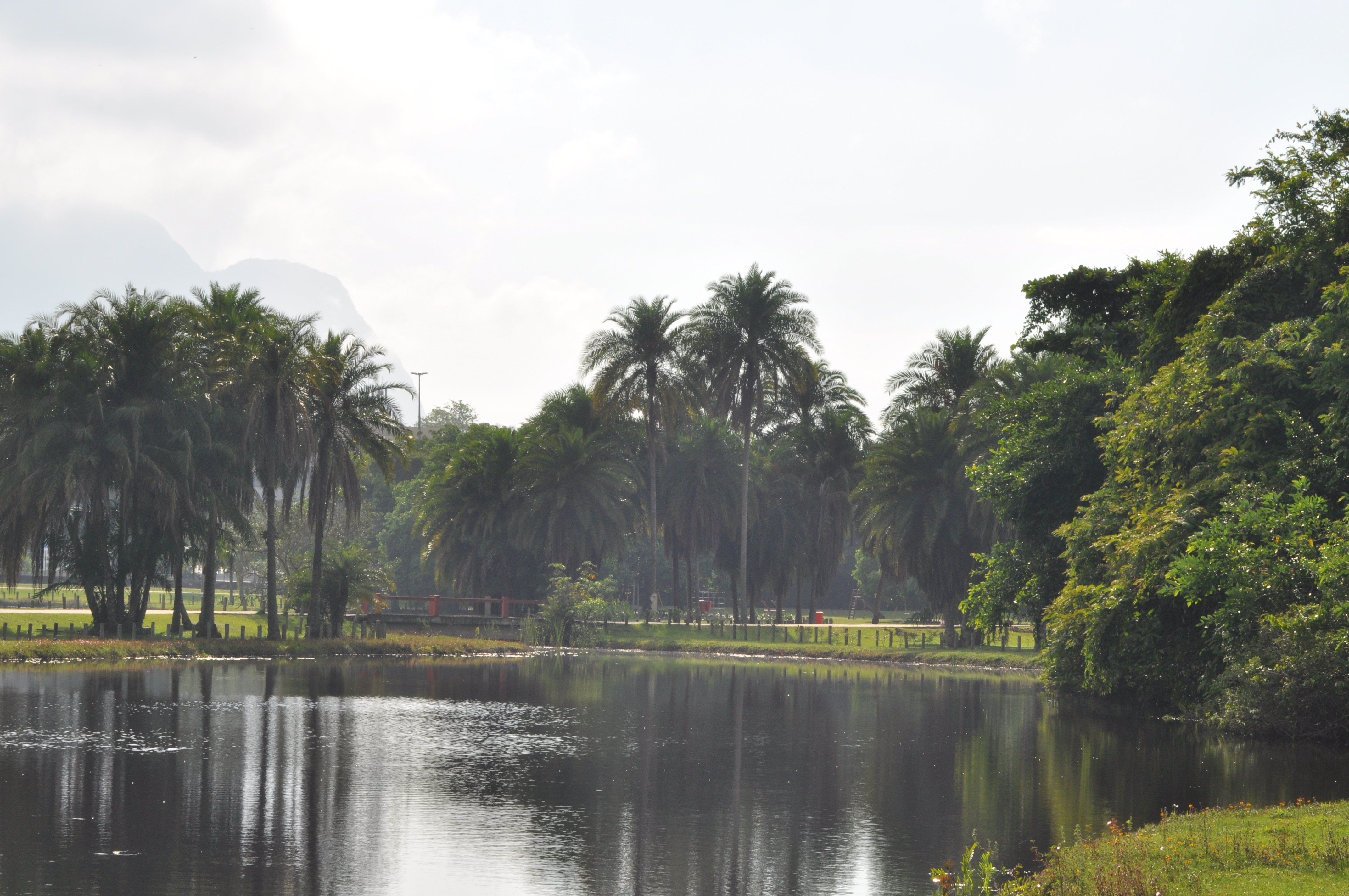
Der See im Osten des Parks mit einigen Liegewiesen

Der Naturpark Parque Natural Municipal Bosque da Barra ist ein städtisches Naturschutz- und Erholungsgebiet mit einer Größe von 53 Hektar in dem Stadtteil Barra da Tijuca, in Rio de Janeiro, Brasilien.

## Lage
Der Park befindet sich im Westen der Stadt Rio de Janeiro, etwa im Zentrum des Stadtteils Barra da Tijuca, an der Avenida das Américas 6000, nahe dem Busbahnhof Terminal Alvorada, westlich des Cidade das Artes, von dessen öffentlicher Terrasse man einen schönen Blick in den Park hat. Es gibt auch eine gleichnamige Bushaltestelle des Transcarioca-Bus-Rapid-Transit-Systems von Rio de Janeiro etwas westlich vom Eingang.
Barra da Tijuca sowie einige umliegende Stadtteile von Rio de Janeiro gehören zur Baixada de Jacarepaguá, einer Küstenebene mit einer Fläche von etwa 140 km². Das Gebiet wurde bis zur Urbanisierung von einem sumpfigen, zum Teil sandigen Tiefland mit Brackwasserseen, Feuchtgebieten, Mangrovenwäldern und Flüssen dominiert. Viele der größeren Seen sind auch heute noch vorhanden.

## Park
Der Park wurde mit dem Decreto nº 4.105 am 3. Juni 1983 gegründet. Der einzige Eingang zum Park befindet sich im Süden, hier ist auch ein Parkplatz für etwa 150 Autos vorhanden. Der Park ist in zwei Teile getrennt: im Osten befindet sich der Teil, der für das Publikum zugängig ist. Er hat großen Freizeitwert, hier befinden sich befestigte Wege, bewaldete Abschnitte, Alleen, Volleyballplätze, Fußballplätze, Liegewiesen am See, Spielplätze sowie Toiletten. Der Westen dagegen wird durch ein Feuchtgebiet dominiert, in der die ursprüngliche Vegetation dieser Region erhalten beziehungsweise wieder erschaffen ist. Dieses Gebiet ist Lebensraum von unter anderem Alligatoren, Capybara, Faultieren und Seidenäffchen. Auf einem befestigten Weg kann man das Feuchtgebiet umrunden.
Im Park befindet sich weiterhin ein Umweltbildungszentrum, das verschiedene Aktivitäten mit Kindern sowie Führungen, Vorträge und Ausstellungen durchführt.

## Vegetation
Die Vegetation im Park besteht vorwiegend aus Sträuchern, dünnstämmigen Bäumen und Mangroven. Im Park ist die ursprüngliche Vegetation, die nahe dem Atlantischen Ozean in der Region von Barra da Tijuca vorherrschte, erhalten geblieben. Teile dieser Vegetation in ihrem heutigen Aussehen können auch als trockene Mangroven bezeichnet werden, weil viele ihrer Wurzeln nicht mehr ständig im Wasser stehen.

## Öffnungszeiten
Der Park ist von Dienstag bis Sonntag zwischen 7:00 und 17:00 Uhr geöffnet, der Eintritt ist frei.

## Geschichte
Nach der Kolonisation wurde das Gebiet der Baixada de Jacarepaguá zum Teil für den Anbau von Zuckerrohr genutzt. Da das Gebiet aber recht schlecht zu erreichen war, blieben weite Teile unberührt. Erst in der zweiten Hälfte des 20. Jahrhunderts begann die Urbanisierung auch hier. Zuerst wurden Teile des Gebiets trockengelegt und Ferienhäuser am Meer gebaut. In den 1960er Jahren begann man, feste Straßen sowie Wohnhäuser zu errichten. Im Jahr 1983 wurde der Park Arruda Camara nach dem portugiesisch-brasilianischer Botaniker Manoel Arruda da Cámara benannt. Im Jahr 1992 bekam er seinen heutigen Namen. Im Rahmen des Costal Flora Projects wurde ab 1992 begonnen, die typische Vegetation der Küstenebene wieder im Park anzusiedeln.